# دروژبین
دروژبین (به لهستانی:  Drużbin) یک روستا در لهستان است که در گمینا پنچنگو واقع شده‌است.